# Max Abraham
Pour les articles homonymes, voir Abraham (patronyme).
Ne doit pas être confondu avec Max Abraham (éditeur).
Max Abraham (26 mars 1875 à Dantzig, royaume de Prusse - 16 novembre 1922 à Munich, Allemagne) est un physicien allemand qui a proposé une théorie de l'électron.

## Biographie
Abraham est né à Dantzig, Allemagne (maintenant Gdańsk en Pologne) dans une famille de marchands juifs. Son père s'appelle Moritz Abraham et sa mère, Selma Moritzsohn. À l'université Humboldt de Berlin, il étudie sous la supervision de Max Planck, où il obtient son diplôme en 1897. Les trois années suivantes, il est assistant de Planck.
De 1900 à 1909, Abraham travaille à Göttingen comme privatdozent, un poste d'enseignant sans rémunération.
En 1902, il propose une théorie de l'électron qui fait l'hypothèse que celui-ci est une sphère parfaite avec une charge uniformément distribuée à la surface. Hendrik Lorentz (1899, 1904) et Albert Einstein (1905) mettent au point une théorie différente qui s'imposera par la suite. Cependant, Abraham n'a jamais renoncé a sa théorie, car elle s'appuyait sur le « sens commun ».
En 1909, Abraham se rend aux États-Unis pour occuper un poste à l'université de l'Illinois à Urbana-Champaign, mais retourne à Göttingen après quelques mois. Plus tard, il est invité en Italie par Tullio Levi-Civita et trouve du travail comme professeur de mécanique classique à l'École polytechnique de Milan jusqu'en 1914.
Quand la Première Guerre mondiale éclate, Abraham est obligé de retourner en Allemagne. Pendant cette période, il travaille sur la théorie de la transmission radio. Après la guerre, il lui est interdit de retourner en Italie. Il travaille dès lors à Stuttgart jusqu'en 1921 comme professeur de physique à l'École supérieure de technologie de Stuttgart.
Abraham accepte ensuite un poste à Aix-la-Chapelle. Avant d'entrer en fonction, il est diagnostiqué d'une tumeur au cerveau. Il meurt le 16 novembre 1922 à Munich, Allemagne.
Après sa mort, Max Born et Max von Laue ont écrit dans une nécrologie : « Il aimait son éther absolu, ses équations de champ, son électron rigide, comme un jeune adulte aime sa première flamme, dont la mémoire ne peut disparaître,. »

## Prix et distinctions
En 1913 il est lauréat du Prix mathématique de l'Académie italienne des sciences.

## Publications
- Abraham, M., « Dynamik des Electrons », Göttinger Nachrichten,‎ 1902, p. 20–41

- Abraham, M., « Prinzipien der Dynamik des Elektrons », Physikalische Zeitschrift, vol. 4, no 1b,‎ 1902, p. 57–62

- Abraham, M., « Prinzipien der Dynamik des Elektrons », Annalen der Physik, vol. 10,‎ 1903, p. 105–179

- Abraham, M., « Die Grundhypothesen der Elektronentheorie », Physikalische Zeitschrift, vol. 5,‎ 1904, p. 576–579

- Abraham, M., « Zur Theorie der Strahlung und des Strahlungsdruckes », Annalen der Physik, vol. 14,‎ 1904, p. 236–287 (lire en ligne)

- Abraham, M. & Föppl. A., Theorie der Elektrizität : Einführung in die Maxwellsche Theorie der Elektrizität, Leipzig, Teubner, 1904

- Abraham, M., Theorie der Elektrizität : Elektromagnetische Theorie der Strahlung, Leipzig, Teubner, 1905 (lire en ligne)

- Abraham, M., « Relativitaet und Gravitation. Erwiderung auf eine Bemerkung des Herrn A. Einstein », Annalen der Physik, vol. 38,‎ 1912, p. 1056–1058 (lire en ligne)

- Abraham, M., « Nochmals Relativitaet und Gravitation. Bemerkungen zu A. Einsteins Erwiderung », Annalen der Physik, vol. 39,‎ 1912, p. 444–448 (lire en ligne)

- Abraham, M., « Die neue Mechanik », Scientia, vol. 15,‎ 1914, p. 8–27 (lire en ligne)

### Citations originales
1. ↑  (en) « He loved his absolute aether, his field equations, his rigid electron just as a youth loves his first flame, whose memory no later experience can extinguish. »